# نوران بامطرف
نوران بامطرف (بالإنجليزية: Nooran Ba Matraf)‏ (مواليد 25 نوفمبر 1999) هي سبّاحة يمنية. شاركت في الألعاب الأولمبية الصيفية 2016 ضمن منافسة 100 متر فراشة للسيدات وكانت توقيتها 1:11.16 في التصفيات ولم تتأهل لنصف النهائي.

## روابط خارجية
- نوران بامطرف على موقع الاتحاد الدولي للسباحة (الإنجليزية)
- نوران بامطرف على موقع SwimRankings.net (الإنجليزية)
- نوران بامطرف على موقع اللجنة الأولمبية الدولية (الإنجليزية)
- نوران بامطرف على موقع أوليمبيديا (الإنجليزية)